# Ribnik, Blagoevgrad
Ribnik (în bulgară Рибник ) este un sat în Obștina Petrici, Regiunea Blagoevgrad, Bulgaria.

## Demografie
Componența etnică a satului Ribnik
     Bulgari (97,7%)
     Nicio identificare (2,29%)
     Altele (0%)
La recensământul din 2011, populația satului Ribnik era de 174 locuitori. Din punct de vedere etnic, majoritatea locuitorilor (97,7%) erau bulgari. Pentru 2,29% din locuitori nu este cunoscută apartenența etnică.